# Огор, Эрик
Эрик Огор (дат. Erik Aagaard, род. 5 сентября 1996, Lisbjerg, Орхус) — датский профессиональный велогонщик, специалист по маунтинбайку и гравийному велоспорту.

## Образование
Эрик Огор в 2016 году окончил Орхусский бизнес-колледж.

## Карьера
Эрик Огор в юности выступал за ряд датских клубов, а с 2023 года выступает в составе команды Willing Able Racing. На шоссе участвовал в Гран-при Хернинга, Туре Фюна и других национальных стартах; в гравийном дивизионе занял 156-е место в общем зачёте Мировой гравийной серии UCI. В маунтинбайке имеет ряд попаданий в топ-10 чемпионатов Дании по кросс-кантри и шорт-треку, а также победы и призовые места на этапах зимнего кубка Cyklebørsen и других национальных серий.

### Достижения

#### Маунтинбайк
2016
DCU XCO, MTBKolding
DCU DM XCO, Silkeborg 2016
2017
Webike:
2-й на 1-м этапе
3-й на 2-м этапе
7-й на 3-м этапе
4-й на 4-м этапе
6-й на 5-м этапе
3-й на 6-м этапе
2-й на 10-м этапе
3-й на Марселисборгском MTB-марафоне 2017
4-й на Уличной гонке MTB Грено 2017
Зимний кубок Cyklebørsen MTB 2017/2018:
1-й этап
2-й этап
2018
Зимний кубок Cyklebørsen MTB 2017/2018:
3-й этап
2-й на 4-м этапе
5-й этап
2-й на 6-м этапе
4-й на DCU MTB XCO Racing Kolding
Кубок AllBike:
3-й на 1-м этапе
3-й на 2-м этапе
3-й на 4-м этапе
2-й на 6-м этапе
9-й этап
10-й этап
8-й на велогонке ODL Марселислёбет
2-й на прологе Большого дня Силькеборга
9-й на 4-м этапе Shimano Liga
1-й этап Зимнего кубка Cyklebørsen MTB 2017/2018
2019
4-й на чемпионате Дании, кросс-кантри марафон (XCM)
6-й на открытии сезона DCU XCO — Racing Kolding
5-й этап Кубка AllBike
2020
10-й на чемпионате Дании, кросс-кантри марафон (XCM)
Велосипедная неделя в Раннерсе:
6-й на 1-м этапе
2-й на 3-м этапе
4-й этап
генеральная классификация
2021
10-й на 2-м этапе Shimano MTB Liga — Powered by Allbike
Гонка оконных мастеров Фредериксхёй
Силькеборг 2021
4-й на MTB-гонке RSCS 2021
2022
Чемпионат Дании:
7-й на XCM
8-й на кросс-кантри (XCO) — кросс-кантри шорт-трек (XCC)
Велосипедная неделя в Раннерсе:
7-й на 1-м этапе
3-й на 2-м этапе
4-й на 3-м этапе
3-й на Орхус MTB — гонка DCU XCO (чемпионат J/F)
6-й на INVITA MTB RACE BLÅBJERG
2023
Чемпионат Дании:
8-й на кросс-кантри (XCO) — кросс-кантри шорт-трек (XCC)
Visit Vejle Løbet
Велотур U6:
1-й этап
2-й этап
2-й на 3-м этапе
4-й этап
4-й на 6-м этапе
Велосипедная неделя в Раннерсе:
10-й на 1-м этапе
4-й этап
7-й на CAMPIONE Hobro løbet 2023 — Jysk-Fynsk Mesterskab 2023 linieløb
Langeland Rundt
2-й на KONGGAARD
8-й на Nyborg
Odder CK

#### Гравий
2023
4-й на чемпионате Дании по гравийному велоспорту
2-й этап Gravel, Grit 'n Grind Halmstad
2025
3-й на COLD Series